# Villamayor de Calatrava
Villamayor de Calatrava è un comune spagnolo di 673 abitanti situato nella comunità autonoma di Castiglia-La Mancia.